# Leucogonia kebeensis
Leucogonia kebeensis là một loài bướm đêm trong họ Noctuidae.